# Polybotrya altescandens
Polybotrya altescandens är en träjonväxtart som beskrevs av Carl Frederik Albert Christensen. Polybotrya altescandens ingår i släktet Polybotrya och familjen Dryopteridaceae. Inga underarter finns listade.